# Elizabeth Yu
Elizabeth Yu és una actriu estatunidenca.
El desembre de 2021, Yu va ser elegida per interpretar a Azula, la princesa de la Nació del Foc, a Avatar: The Last Airbender.
El primer paper de Yu va ser a la pel·lícula del 2022 Somewhere in Queens. Yu també va interpretar l'estudiant universitaria Ruby a Year One, una pel·lícula dirigida per Lauren Loesberg.
El gener de 2023, Yu es va unir al repartiment de May December, una comèdia negra dirigida per Todd Haynes. Al març, va ser elegida com Young Maggie en un pilot de drama de la NBC creat per Jenna Bans i Bill Krebs. El seu personatge és una "gran nerd de llibres d'assassinats i misteri" que acaba sent assassinada.